# Gymnodiniales
I Gymnodiniales sono un ordine di dinoflagellati della classe Dinophyceae. I membri dell'ordine sono conosciuti come gimnodinioidi o gimnodinoidi (termini che possono anche riferirsi a qualsiasi organismo di morfologia simile).

## Descrizione
Sono atecati, ovvero privi di rivestimento esterno, e di conseguenza sono relativamente difficili da studiare perché gli esemplari si danneggiano facilmente. Molte specie fanno parte del plancton marino e sono di interesse principalmente perché si trovano nelle fioriture algali. Come gruppo, i gimnodinioidi sono stati descritti come "probabilmente uno dei gruppi meno conosciuti del fitoplancton dell'oceano aperto".
Delle famiglie dell'ordine, le Polykrikaceae e le Warnowiaceae sono ben note per possedere assemblaggi eccezionalmente complessi di organelli, come nematocisti, tricocisti e pistoni. Le Warnowiaceae possiedono unicamente un ocelloide, una struttura subcellulare estremamente complessa e sensibile alla luce composta da mitocondri e plastidi.

## Tassonomia
L'ordine comprende le seguenti famiglie:
- Brachidiniaceae
- Ceratoperidiniaeceae
- Gymnodiniaceae
- Hemidiniaceae
- Kareniaceae
- Polykrikaceae
- Pronoctilucaceae
- Ptychodiscaceae
- Tovelliaceae
- Warnowiaceae